# You Got a Nerve
You Got a Nerve è un brano del 1977 del cantante rock britannico Rod Stewart, estratto dall'album Foot Loose & Fancy Free. Scritto a quattro mani da Stewart e Gary Grainger, esso combina elementi di rock classico con sonorità pop e country.

## Significato
You Got a Nerve, traducibile con "hai la faccia tosta", è appunto il racconto di un uomo che assiste all'inaspettato ritorno di una sua vecchia fiamma, in lacrime perché pentitasi di aver abbandonato il suo passato amore. Davanti alle lacrime di coccodrillo della ragazza, l'autore le chiede retoricamente: "[Perché] dov'eri quando il sole tramontò? | Il cielo si fece scuro e grigio | Dov'eri quando soffiarono i venti del nord? | Cara, dimmi dov'eri". Quindi, prosegue incolpandola di non aver mai pensato a lui e di essere andata a vivere in Brasile con alcuni amici dell'uomo, arrivando persino a negare l'esistenza del suo vecchio amore.
Infine, dopo aver manifestato la sua soddisfazione a vederla soffrire dopo ciò che aveva fatto, l'artista invita la donna ad andar via: "Perché ho una donna così stupenda | Non potevo più aspettarti | Per favore vattene, potresti rovinare tutto | Il tuo amore si è manifestato troppo tardi".